# ریاض
ریاض (به عربی: الریاض)، پایتخت و بزرگ‌ترین شهر کشور عربستان سعودی و نیز مرکز استان ریاض است؛ و در نجد واقع شده‌است و یکی از آبادترین و پررونق‌ترین شهرهای عربستان سعودی است. دانشگاه ملک سعود بزرگ‌ترین و قدیمی‌ترین دانشگاه کشور عربستان سعودی در شهر ریاض قرار دارد.
از بارزترین نمادهای کشور عربستان برج المملکه و برج الفیصلیه در این شهر واقع می‌باشند.
بیش از یک‌چهارم قرن پیش به دلیل اتحاد محمدبن سعود اول و محمدبن عبدالوهاب در ریاض، این شهر جایگاه سیاسی و استراتژیک پیدا کرد و بعد از اینکه ملک عبدالعزیز پدر شاهان کنونی عربستان سعودی در این شهر حکومت سعودی کنونی را بنا نهاد، ریاض اهمیت بیشتری پیدا کرد. این شهر هم‌اکنون بیش‌ از ۶ میلیون نفر جمعیت دارد و مرکز سیاسی عربستان به‌شمار می‌رود.

## تاریخچه
«الریاض جمع روضه و أرض المکان و أروض أی کثرة روضه» بمعنای: گلزار و باغ که آن را گلستان نیز گویند و بستان مخفف بوستان است و آن جایی را گویند که بوی گل و ریاحین در آنجا بسیار باشد. جایی که آب باران جمع شود و پس از آن گل‌های رنگارنگ و خوشبو بروید. از اینجا تسمیه (الریاض) پایتخت کشور عربستان سعودی آمده‌است.
این شهر بر ویرانه‌های شهر تاریخی حجر الیمامه ساخته شده‌است، تاریخ (حجر الیمامه) به دوران دو قبیلهٔ مشهور طَسم و جَدیس بر می‌گردد که دوران پیش از اسلام می‌زیسته أند، این دو قبیله در نهایت نابود شده أند، بنا براین در وصف تاریخ نگاران این دو قبیله (طسم و جدیس) از قبائل (البائدة) به‌شمار می‌آیند. آثار و بقایا کاخ‌های آنان تا صدر اسلام نیز باقی‌مانده بوده‌است، و قبیلهٔ بنی حنیفه در آن‌ها جا گرفته بوده‌اند در عصر جاهلیت، و همچنین یکی از بازارهای مشهور دوران جاهلیت بوده‌است. در این باب یاقوت حموی در معجم البلدان می‌گوید: نام «حجر الیمامه» از نام حجر عبید الحنفی گرفته شده هنگامی ۳۰ کاخ و ۳۰ بستان بنا نهاد ونام آن‌ها (حجر) گذاشت. اما پیش از آن «الیمامه» نام داشته‌است.

## جغرافیای ریاض

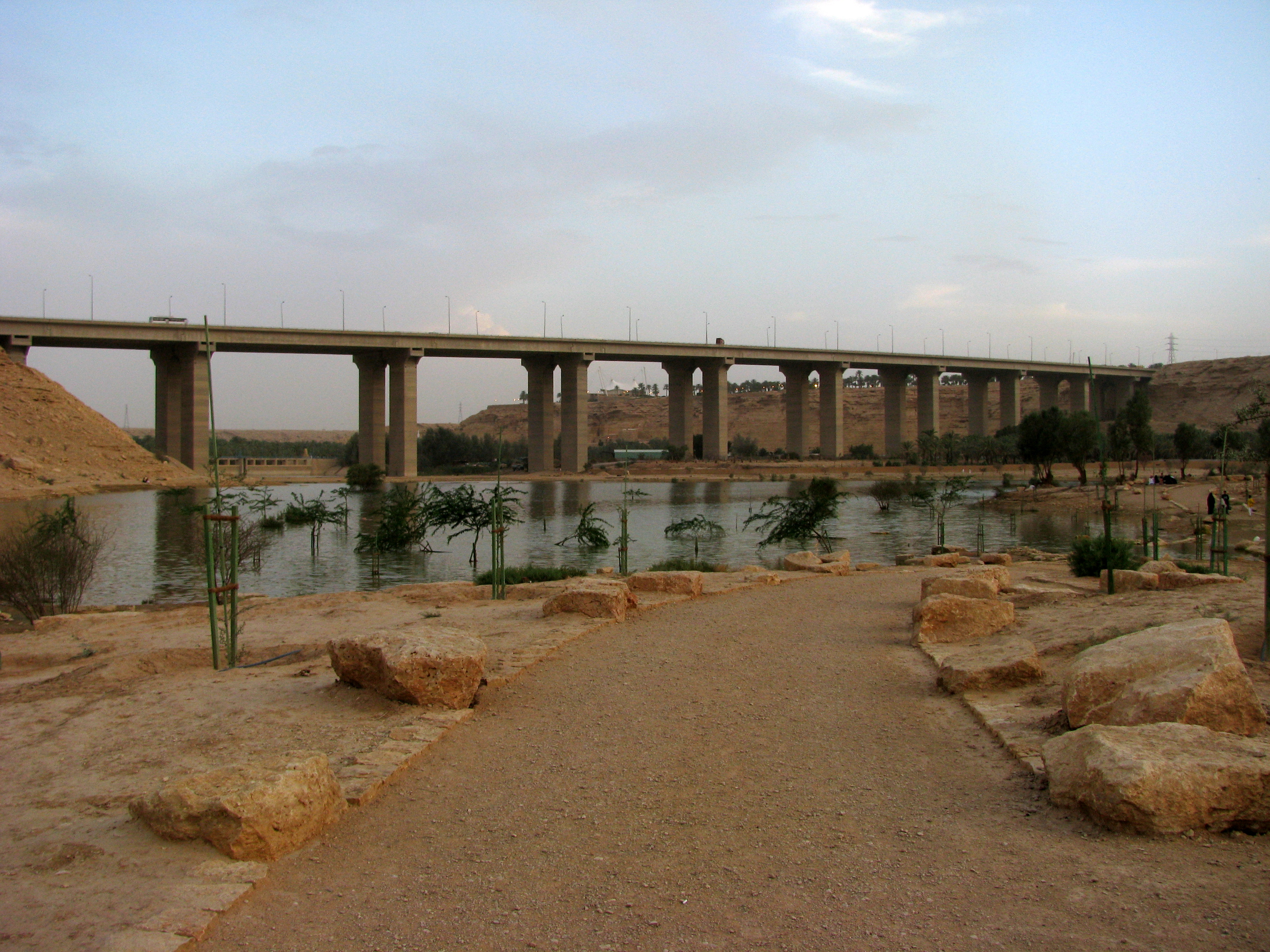
یک پل در شهر ریاض

براساس اطلاعات موجود در مرکز آمار عربستان در ۴۶ درجه و ۴۳ دقیقه طول شرقی و ۲۴ درجه و ۳۸ دقیقه عرض شمالی از نصف‌النهار مبدأ واقع شده‌است. ارتفاعش از سطح دریا ۶۰۰ متر می‌باشد. شهر ریاض دقیقاً در وسط شبه جزیره عربستان واقع شده‌است.
«شهر ریاض» روی تپه أی پهناور که ارتفاع آن در حدود ۶۰۰ متر می‌رسد قرار دارد، و در جزء شرقی فلات نجد واقع شده‌است. دره «وادی حنیفة» از وسط شهر می‌گذرد، این دره از سمت شمال شروع می‌شود، و به سمت مغرب می‌رود، سپس به سمت مشرق منتهی می‌شود. طول مجرای دره حنیفه ۱۲۰ کیلومتر، و عمق آن مابین ۱۰ تا ۱۰۰ متر است، و عرض آن از ۱۰۰ تا ۱۰۰۰ متر می‌باشد. از کوه‌های اطراف این دره عظیم، دره‌های کوچک و مسیلات آبی جریان دارد که مهم‌ترین آن‌ها وادی بطحاء نام دارد. قدیمی‌ترین پل شهر ریاض بر فراز این دره قرار دارد. طول وادی البطحاء ۲۵ کیلومتر است، و از شمال شهر رو بطرف جنوب جاری است، به دره‌های «وادی لبن» و «وادی الأیسن» می‌ریزد. چون شهر ریاض در میان این دره‌ها واقع شده‌است، و در مواسم باران و بهار سرسبز از گل‌های رنگارنگ و ریاحین می‌شود، تاریخ‌نگار معروف (الهمذانی) در کتاب خود که به نام (صفة جزیرة العرب) معروف است، شهر «ریاض» (خضراء حجر) را نامگذاری کرده‌است.

### مرمت مسجد جامع و بازآفرینی شهری در مرکز شهر تاریخی ریاض
مرکز شهر تاریخی ریاض در سال 1992 مرمت شد که اصول احیای این ناحیه به شرح ذیل است:
- تجدید حیات بخش قدیمی ریاض
- بازآفرینی ویژگی فضایی معماری محلی بدون کپی برداری
- تلفیق مسجد با زندگی عمومی به‌جای تک بنای تاریخی
- استفاده از مصالح بومی در بدنه خارجی بناها
- استفاده از نخل در حیاط مرکزی‌ها، آب‌نما و صندلی در مسجد تاریخی ریاض برای تبدیل شدن به یک مکان عمومی برای خانمواده‌ها

## مناطق
«منفوحه» از محلات شهر ریاض است. منفوحه محله‌ای مهاجرنشین است که اغلب ساکنان آن از شرق آفریقا هستند.

## نگارخانه

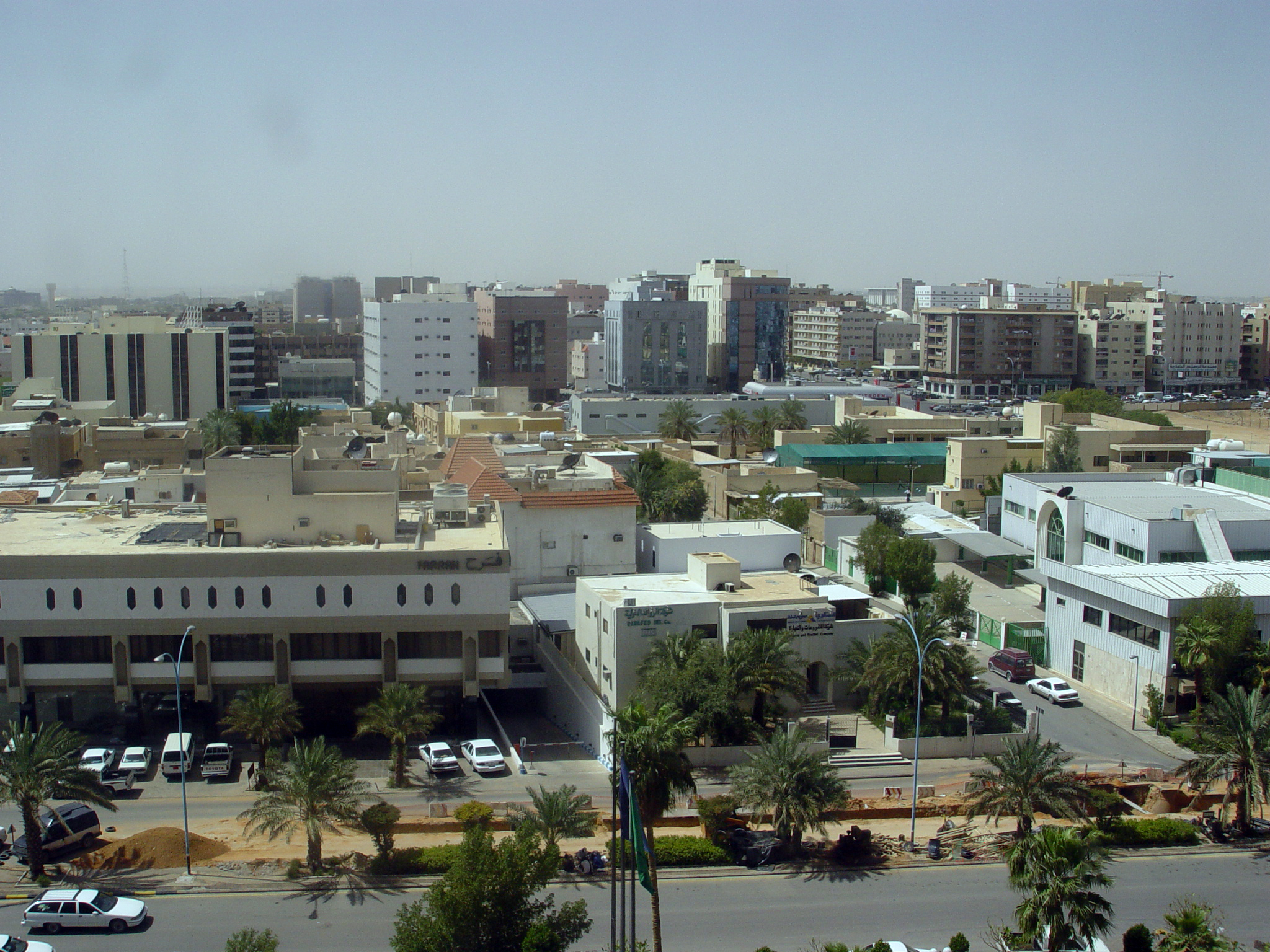
بخشی از ریاض
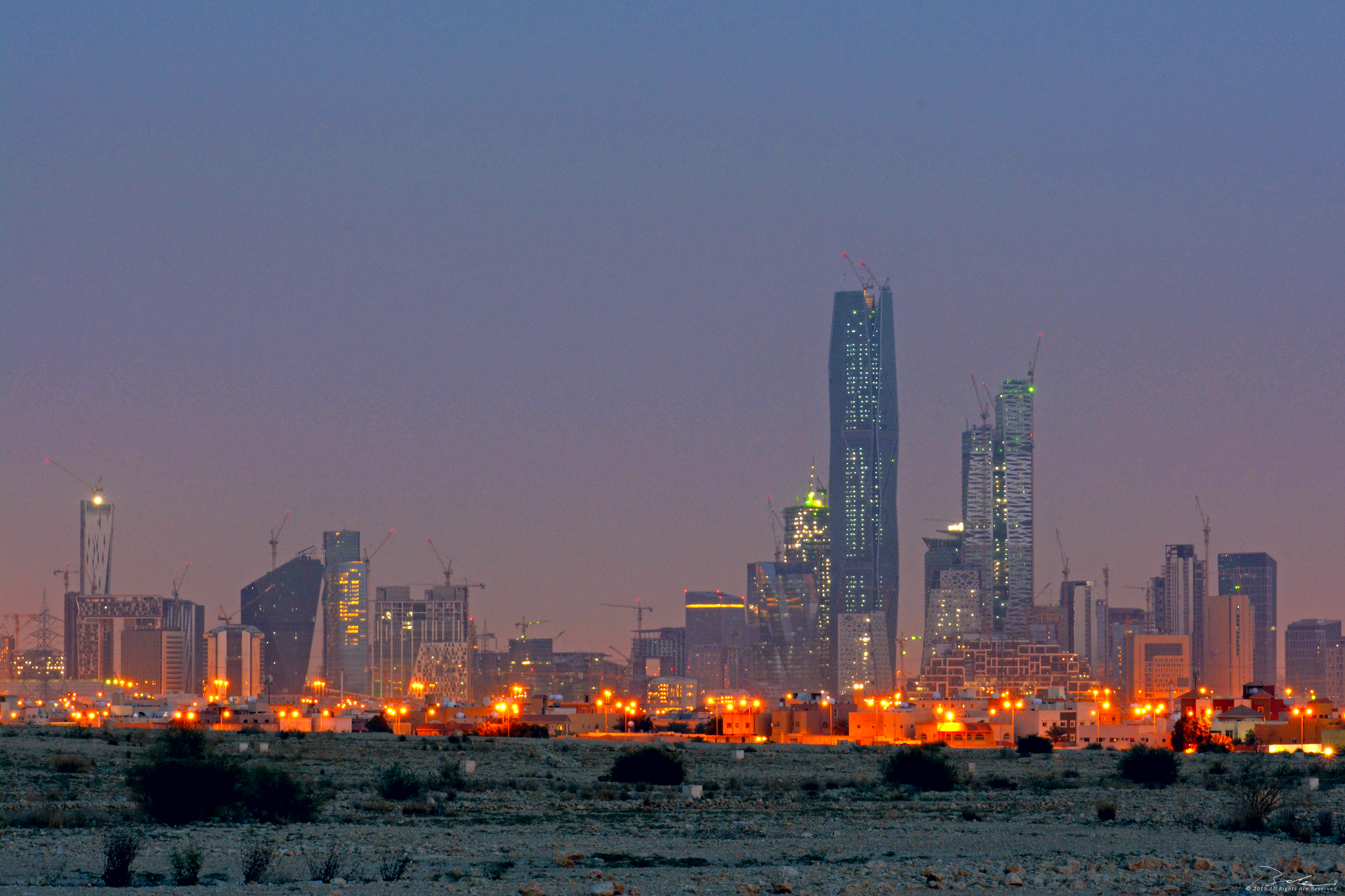
دورنمای شمالی ریاض
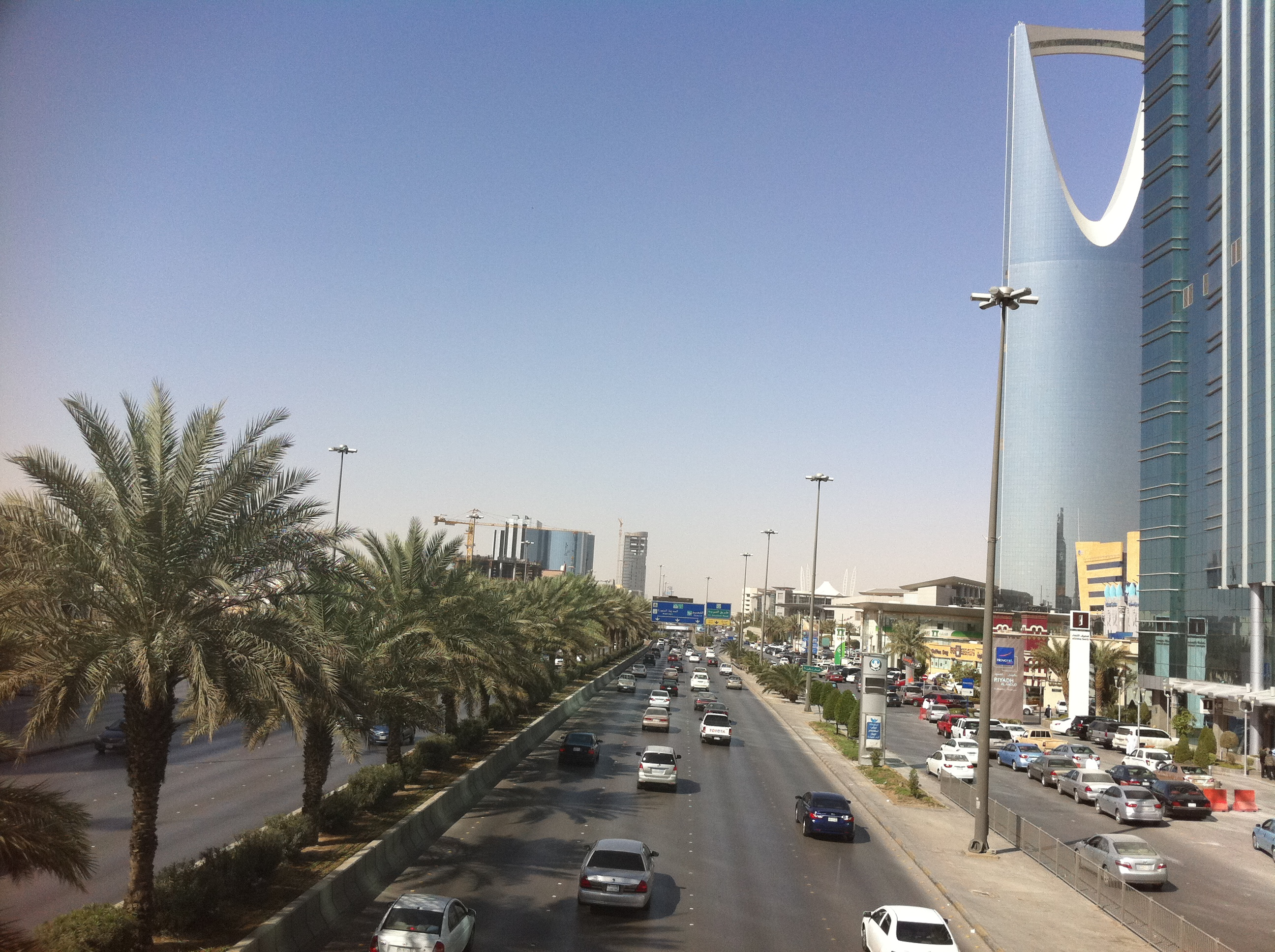
خیابان ملک فهد
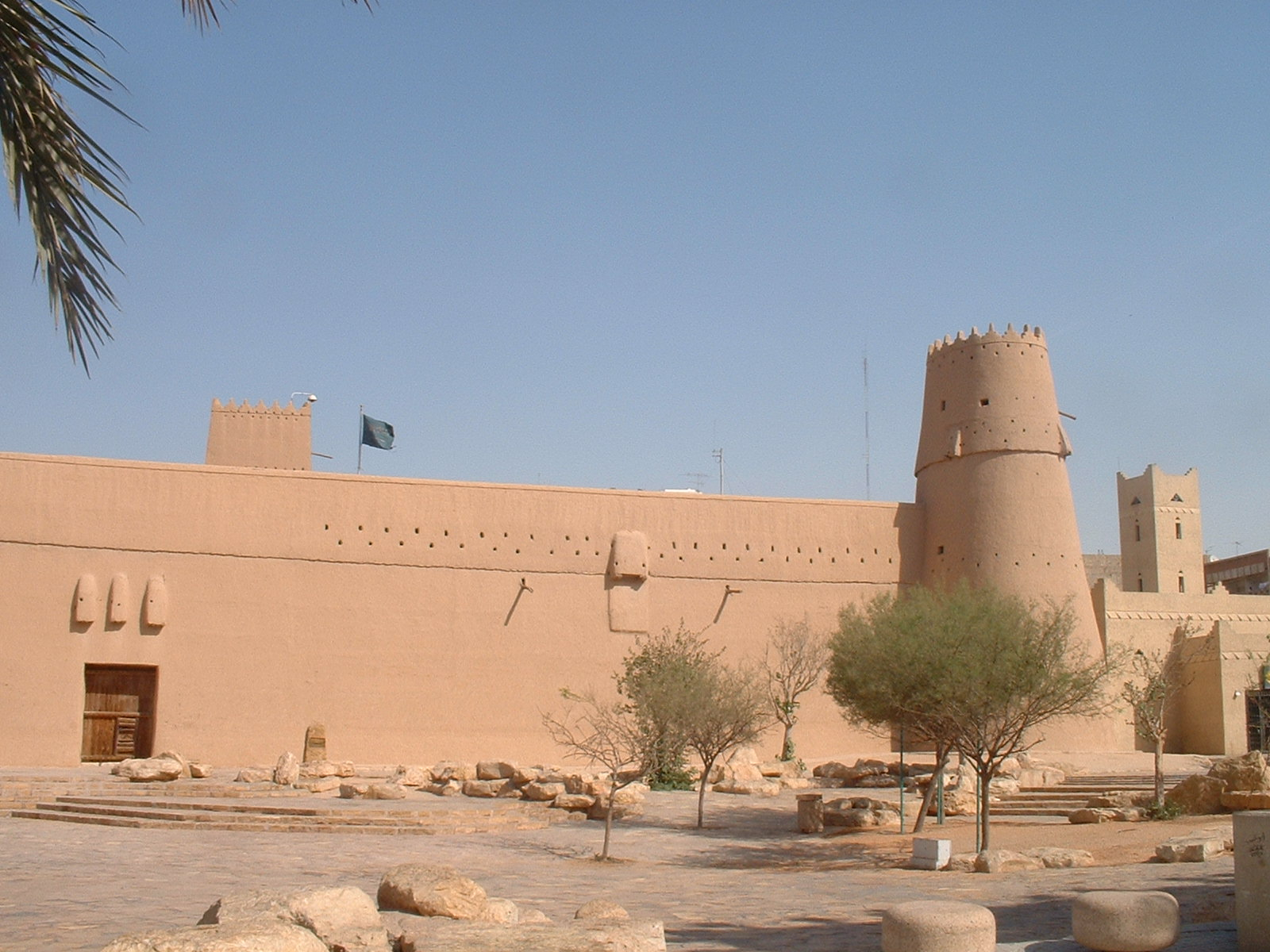
قصر المصمک